# Jorge Rivero
Jorge Pous Rosas (Guadalajara, Jalisco, 15 de junio de 1938), conocido como Jorge Rivero, es un actor mexicano.
En su juventud, su atractivo físico fue una de las razones por las que acaparó la atención de sus seguidores, lo que le valió el ser considerado como un símbolo sexual en las década de 1970 y 1980.

## Primeros años
Estudió ingeniería química y desde muy joven practicó diversos deportes, como fisicoculturismo, natación y waterpolo.

## Carrera

### En México y los Estados Unidos
Su atractivo y trabajado físico llamó la atención de algunos productores de cine, quienes lo contrataron para hacer el papel de «El enmascarado de oro», en la cinta El asesino invisible (1964). Sin embargo fue la película El mexicano (1966) la que representó su primer papel importante.
En 1969, Miguel Zacarías lo elige para interpretar al Adán bíblico en El pecado de Adán y Eva (1969), cinta que a pesar de estar plagada de errores convierte a Jorge en un mito erótico instantáneo, debido a las audaces escenas de desnudo que hacían él y su coprotagonista, la estadounidense Candy Cave. La impactante anatomía que aquí mostraba Rivero sirvió como carta de presentación para que productores de Hollywood lo invitaran a participar en cintas como Soldier Blue (1970) y Río Lobo (1970), en donde trabajó con el mítico John Wayne, The last hard man (1976) con Charlton Heston y Day of the Assassin (1979) con Glenn Ford.
Su carrera en México siguió en filmes como Estafa de amor (1970), Jesus el niño Dios (1971), Basuras humanas (1972), Las cautivas (1973), Los hombres no lloran (1973), El llanto de la tortuga (1974), Bellas de noche (1975), Maten al león (1977), Las ficheras (1977), Muñecas de medianoche (1978), Erótica (1979), El Tahur -junto a Vicente Fernández- (1979) y La pulquería (1981) con lo que se convertiría en una de las presencias más requeridas dentro del llamado Cine de ficheras. Su trabajo le permitió trabajar con otros símbolos sexuales de la época como Sasha Montenegro, Lorena Velázquez, Tere Velázquez, Fanny Cano, Claudia Islas, Isela Vega, Angélica Chain y Andrés García.
Su fama era tal que, en 1972, fue llamado por la disquera Cisne Raffy para que grabara un disco acompañado del grupo de rock Náhuatl, a pesar de que Rivero tenía nulos conocimientos musicales y su voz no era afinada. El disco se titulaba "El menos".
En 2014, regresó después de 3 décadas de no hacer cine en México, con una participación especial en la película El crimen del cácaro Gumaro, protagonizada por Andrés Bustamante y Ana de la Reguera.

### En Europa
En Italia trabajó en 1975 la cinta Malocchio (1975), en 1983 participó en el filme épico Conquest del director Lucio Fulci, la cual fue retitulada para los cines mexicanos como Bárbaro, la conquista de la tierra perdida la cual fue exhibida en 1984 con un doblaje al español y sin ninguna censura. En la versión original en idioma italiano, la voz de Jorge Rivero (acreditado como George Rivero), fue doblada a ese idioma por un actor local.

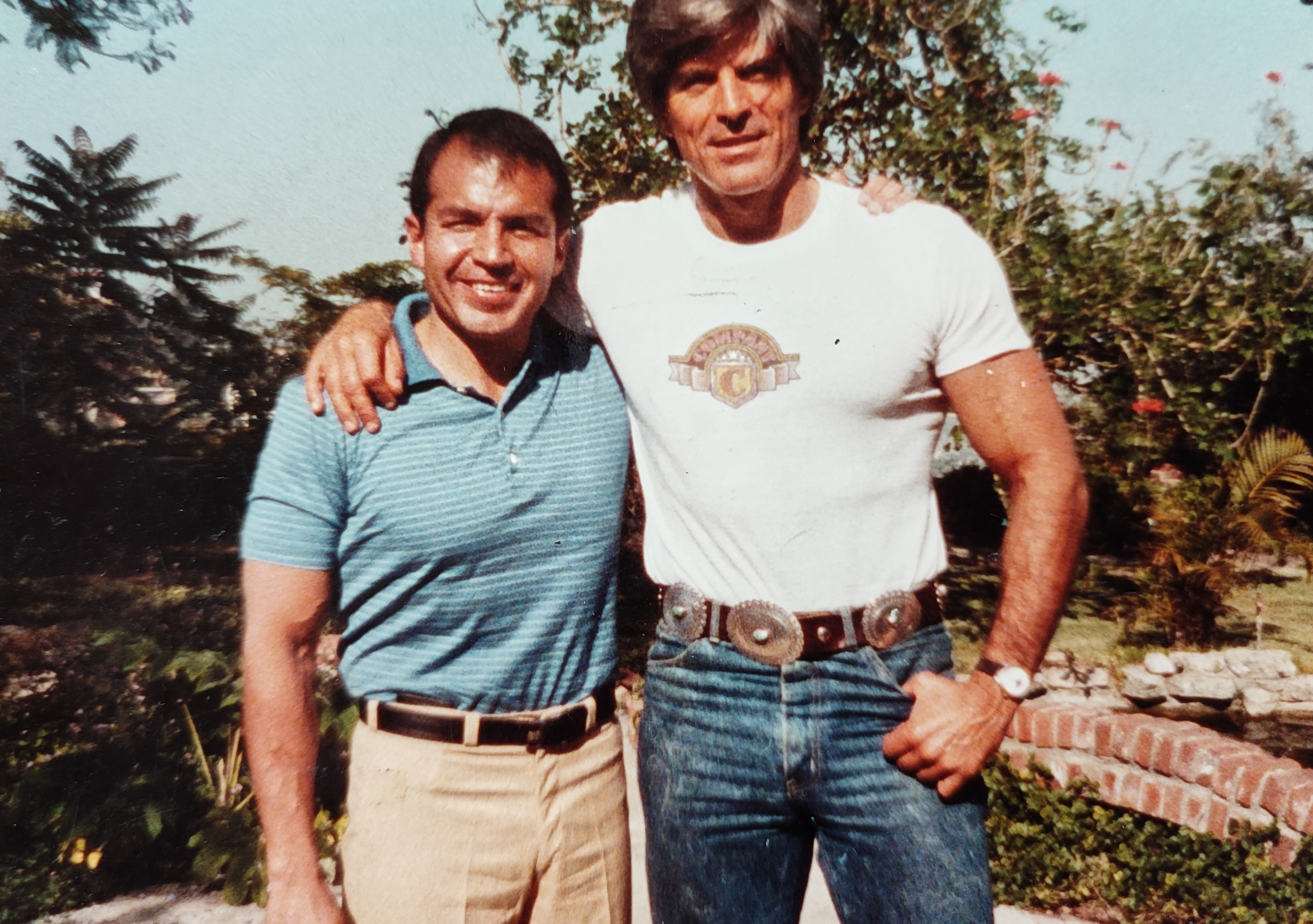
Rivero junto al fisicoculturista mexicano Humberto García Garnica, fotografiados en 1985.

En España protagonizó El mejor regalo (1975) y Profesor Eroticus (1981) y en Gran Bretaña Priest of Love (1981) en donde trabajó con Ian McKellen y Ava Gardner. En (1982) protagonizó en España junto a George Peppard, Maud Adams, Miquel Muntal, Max von Sydow, Chuck Connors, entre otros, la película dirigida por José Antonio de la Loma, Jugando con la Muerte, en EE. UU. estrenada como Eagle Target, además del film de 1984 Goma-2, del mismo director.

### En televisión
Jorge Rivero actuó en numerosos programas de la televisión estadounidense y en los últimos años en cintas televisivas. En México participó en las telenovelas Gabriel y Gabriela (1982) con Ana Martín, Balada por un amor (1990) con Daniela Romo y La chacala (1998) con Christian Bach, de estas dos últimas salió antes de que finalizaran debido a problemas con la respectiva producción.
A partir de los años noventa disminuye notablemente su trabajo. En 2001 produce y actúa en la cinta para televisión The pearl, basada en la famosa cinta que dirigió en 1947 el cineasta mexicano Emilio Fernández y protagonizó Pedro Armendáriz.

## Vida personal
Antes de lograr la fama se casó a los 21 años con la alemana Irene Hammer, con quien tuvo a sus hijos Jordy y Roberto, matrimonio que terminó en divorcio, tras este mantuvo diversas relaciones, la más publicitada con la actriz colombiana Amparo Grisales.
Vive retirado junto a su actual pareja; la estadounidense Betty Kramer en Los Ángeles, California, dedicándose al negocio de bienes raíces.

## Filmografía

### Cine
- El tahúr (1979)
- Pedro Páramo (1967)

## Reconocimientos

### Diosa de Plata PECIME
| Año  | Categoría  | Película    | Resultado |
| ---- | ---------- | ----------- | --------- |
| 1967 | Revelación | El mexicano | Nominado  |